# De Ira
De Ira (Sobre a Ira) é um ensaio de Sêneca (4 BC–65 AD). O texto define e explica a ira, ou raiva, no contexto da filosofia estoica e oferece conselhos terapêuticos sobre como prevenir e controlar a ira.
O ensaio Sobre a Ira é composto por três livros. O ensaio é dirigido ao irmão mais velho de Sêneca, Gálio. Embora decomposto em três livros, o texto é efetivamente dividido em duas partes. A primeira parte (I-II.17) trata de questões teóricas, enquanto a segunda parte (II.18 –final) oferece conselhos terapêuticos. A primeira parte começa com um preâmbulo sobre os horrores da ira, seguidos por suas definições. Continua com questões como se a ira é natural, se pode ser moderada, se é involuntária e se pode ser completamente apagada.
A segunda parte (Livro II.18 em diante) começa com conselhos sobre como evitar a ira e como isso pode ser ensinado a crianças e adultos. Seguido então por vários trechos de conselhos sobre como a ira pode ser adiada ou extinta, e muitos casos reais são dados de exemplos a serem imitados ou evitados. O trabalho conclui com algumas dicas sobre como acalmar outras pessoas, seguido de um resumo da obra.
Em “Sobre a ira” Sêneca defende a tese – contrária à de outros filósofos da Antiguidade, como Aristóteles – de que a ira sempre é prejudicial. Segundo o romano, um grande homem não deve irar-se nunca e, quando não for possível reprimir a ira, ele deve tentar se acalmar o mais cedo possível.

## Época que foi escrito
A data exata da escrita da obra é desconhecida, com exceção a repetidas referências por Sêneca aos episódios de ira de Calígula, que morreu em 24 de janeiro de 41 dC. Sêneca refere-se a seu irmão por seu nome nativo, Novato, ao invés de seu adotivo, Gálio, que ele recebeu entre os anos 52/53, sugerindo que o trabalho pode ser de meados dos anos 40

## Trechos
- “Nenhum homem se torna mais corajoso por meio da ira, exceto alguém que, sem ira, não teria sido corajoso: a ira, portanto, não vem para ajudar a coragem, mas para tomar seu lugar” (I.13)
- “Nada se convem àquele que inflige punição menos do que a ira, porque a punição tem tanto mais poder de reforma, se a sentença for pronunciada com julgamento deliberado. É por isso que Sócrates disse ao escravo: “Eu surraria você, se não estivesse com ira“. Ele adiou a correção do escravo para uma oportunidade em que estivesse mais calmo; no momento, ele se repreendeu. Quem pode se gabar de ter suas paixões sob controle, quando Sócrates não ousou confiar em si mesmo à sua ira? ” (I.15)
- “Outros vícios afetam nosso julgamento, a ira afeta nossa sanidade: outros vêm em ataques leves e crescem despercebidos, mas as mentes dos homens mergulham abruptamente em ira. Não há paixão mais frenética, mais destrutiva para si mesma; é arrogante se for bem-sucedida e frenética se falhar. Mesmo quando derrotada, ela não se cansa, mas se o acaso coloca seu inimigo além de seu alcance, ela volta seus dentes contra si mesmo.” (III.1)
- “Que nada lhe seja permitido enquanto estiver irado. Por que razão? Porque irá querer que tudo lhe seja permitido.” (III.12)